# Fuchspöhl
Koordinaten: 50° 20′ 25″ N, 12° 1′ 22″ O
Das Naturschutzgebiet Fuchspöhl liegt im Vogtlandkreis in Sachsen. Es erstreckt sich südlich und westlich von Sachsgrün und von Loddenreuth – beide Ortsteile der Gemeinde Triebel/Vogtl. – entlang der westlich verlaufenden Landesgrenze zu Bayern. Westlich schließt sich direkt das 93 ha große Naturschutzgebiet Feilebach an, südöstlich erstreckt sich das 19 ha große Naturschutzgebiet Hasenreuth. Westlich des Gebietes verläuft die A 93.

## Bedeutung
Das 46 ha große Gebiet mit der NSG-Nr. C 65 wurde im Jahr 1986 unter Naturschutz gestellt.